# Chris Sutton
|  | Aquest article tracta sobre el futbolista. Si cerqueu el pilot de trial, vegeu «Chris Sutton (motociclista)». |

Chris Sutton (Nottingham, 10 de març de 1973) és un jugador retirat de futbol professional i el seu últim equip va ser l'Aston Villa. Va ser internacional anglès en una ocasió.

## Carrera
En la seua carrera, Sutton ha jugat en Norwich City FC, Blackburn Rovers FC, Chelsea FC, Celtic FC, Birmingham City FC i Aston Villa.
Sutton pot jugar com davanter o defensa, però ha aconseguit majors assoliments amb davanter. A pesar de ser molt alt, té un molt bon control del baló i en algunes ocasions ha jugat en el centre del camp. Sutton sempre ha estat un golejador i fins i tot va ser golejador de la premiership en la temporada 1997-98.
Es convertí en el jugador més car en el futbol anglès en 1994, en ser venut en £5.000.000 des de Norwich City a Blackburn Rovers, en la seua primera temporada va tenir una gran amistat amb Alan Shearer i va marcar 15 gols amb els quals el seu equip va poder guanyar la lliga que no obtenia des de 1914.
En la següent temporada no va poder repetir el que havia fet, moltes lesions feren que solament poguera jugar 13 partits i que no marcara gols.
Blackburn Rovers FC va descendir en la temporada 1998-99, 4 anys després d'haver estat campió, Sutton va ser venut al Chelsea FC per £10.000.000. La seua estança en l'equip no va ser molt bona, suc 28 partits i va marcar 1 gol. A l'acabar de la temporada va ser venut a Celtic FC per només £6.000.000.
Els gols de Sutton van ajudar el Celtic FC a guanyar 3 lligues, 2 copes escoceses i 2 copes de la lliga, també serviren per a arribar a la Final de la copa UEFA
Arribà al Birmingham City FC després que acabara el seu contracte en el Celtic, les lesions novament no ho deixaren jugar, solament va estar en 11 partits, però va fer el gol de la victòria en el clàssic sobre Aston Villa. Va abandonar l'equip en juny a causa de les seues lesions i el seu alt sou.
Sutton va signar amb l'Aston Villa el 3 d'octubre del 2006 fins al final de la temporada 2006/07. Aquest fitxatge permet veure a Sutton en el mateix equip que a l'anterior entrenador del Celtic FC, Martin O'Neill, amb el qual va coincidir en la seua època en el conjunt escocès. Sutton va marcar el seu primer gol per al club davant el Everton FC, l'11 de novembre de 2006, una pilota guanyadora que va decidir el partit.
El 4 de juliol de 2007 decidí retirar-se del futbol professional a causa d'una lesió en un ull.

## Clubs
- Norwich City FC - (Anglaterra) - 1991-1994 (103 partits i 35 gols)
- Blackburn Rovers - (Anglaterra) - 1994-1999 (131 partits i 50 gols)
- Chelsea FC - (Anglaterra) - 1999-2000 (28 partits i 1 gol)
- Celtic FC - (Escòcia) - 2000-2006 (130 partits i 63 gols)
- Birmingham City FC - (Anglaterra) - 2006 (11 partits i 1 gol)
- Aston Villa - (Anglaterra) - 2006-2007 (5 partits i 1 gol)
- Anglaterra Sots-21 - (Anglaterra) - 2000-2006 (13 partits i 1 gol)
- Anglaterra - (Anglaterra) - 2000 (1 partit)